# Apatania kalariana
Apatania kalariana är en nattsländeart som beskrevs av Schmid 1961. Apatania kalariana ingår i släktet Apatania och familjen Apataniidae. Inga underarter finns listade i Catalogue of Life.